# Clientul (film din 2016)
Clientul (persană فروشنده, transliterat: Forušande) este un film dramatic din 2016, scris și regizat de  Asghar Farhadi. Are în distribuție pe actorii Taraneh Alidoosti și Shahab Hosseini și este povestea unui cuplu căsătorit care interpretează piesa lui Arthur Miller "Moartea unui comis voiajor", când soția este agresată sexual în propria casă. Soțul ei încearcă să determine identitatea atacatorului, în timp ce ea se străduiește să facă față stresului post-traumatic. Filmul este o coproducție Iran-Franța iar filmările s-au desfășurat în Teheran, începând cu anul 2015.
Filmul a avut premiera în competiția la Festivalul de Film de la Cannes din 2016, unde a câștigat două premii - Cel mai bun scenariu pentru Farhadi și Cel mai bun actor pentru Hosseini. Clientul a primit mai multe recenzii pozitive și a câștigat Premiul Oscar pentru cel mai bun film străin. Totuși, Farhadi nu a participat la cea de-a 89-a ediție a Premiilor Oscar în semn de protest față de Ordinul Executiv 13769 al SUA (semnat de președintele Donald Trump și cunoscut sub numele de interdicția musulmană).

## Distribuție
- Shahab Hosseini ... Emad
- Taraneh Alidoosti ... Rana
- Babak Karimi ... Babak
- Farid Sajadhosseini ... bărbatul
- Mina Sadati ... Sanam
- Maral Bani Adam ... Kati
- Mehdi Koushki ... Siavash
- Emad Emami ... Ali
- Shirin Aghakashi ... Esmat
- Mojtaba Pirzadeh ... Majid
- Sahra Asadollahi ... Mojgan
- Ehteram Boroumand ... doamna Shahnazari
- Sam Valipour as Sadra[4]